# سرة بسيطة
سرة بسيطة (الاسم العلمي:Umbilicus simplex) هي نوع غير مؤكد من النباتات يتبع جنس السرة من الفصيلة الكرسولية.